# Jacaré dos Homens
Jacaré dos Homens is een gemeente in de Braziliaanse deelstaat Alagoas. De gemeente telt 5.902 inwoners (schatting 2009).